# Jana Linková
Jana Linková prov. Oppolzerová (* 19. května 1951 Jablonec nad Nisou) je bývalá československá atletka českého původu, která se specializovala na hod oštěpem.
V letech 1965–80 byla členkou atletického oddílu LIAZ Jablonec. Kromě tří titulů mistryně Československa se stala čtyřikrát v letech 1970, 1971, 1973 a 1975 mistryní ČSR.

## Osobní rekord
- hod oštěpem – 58,80 m (rok 1976)[1]